# Michalina Olszańska
Michalina Olszańska (Varsavia, 29 giugno 1992) è un'attrice polacca.

## Biografia
È figlia degli attori Agnieszka Fatyga e Wojciech Olszański. Ha pubblicato due romanzi da adolescente.
Per il suo ruolo nel film Já, Olga Hepnarová (2017) ha ricevuto diversi premi esteuropei. Ha recitato da protagonista nella prima serie originale Netflix in lingua polacca, 1983, la cui prima stagione è uscita nel 2018.

## Filmografia parziale

### Cinema
- Warsaw 44 (Miasto 44), regia di Jan Komasa (2014)
- The Lure (Córki dancingu), regia di Agnieszka Smoczyńska (2015)
- Lo zar e la ballerina (Matil'da), regia di Aleksej Efimovič Učitel' (2017)
- Sobibor - La grande fuga (Sobibor), regia di Konstantin Jur'evič Chabenskij (2018)
- L'ombra di Stalin (Mr. Jones), regia di Agnieszka Holland (2019)
- Operazione Soulcatcher, regia di Daniel Markowicz (2023)

### Televisione
- Komisarz Alex – serie TV, episodio 3x11 (2013)
- 1983 – serie TV, 8 episodi (2018)